# Нери, Розальба
Розальба Нери (Rosalba Neri, род. 19 июня 1939, Форли) — итальянская актриса.

## Биография
Розальба Нери родилась в Форли, Эмилия-Романья, Италия. Ещё в юности выиграла конкурс красоты. В конце концов, выбрала актёрскую карьеру, обучалась в Центре экспериментальной кинематографии. Ей также поступило предложение посещать актерскую студию в Соединенных Штатах, но она его отклонила.

## В начале кинокарьеры
Дебют в кино Розальбы Нери состоялся в 1958 году в фильме Mogli pericolose, режиссёра Луиджи Коменчини, в титрах её имя не указано. Вторая роль — в удостоенной ряда наград драме Роберто Росселини В Риме была ночь (1960). Некоторые источники указывают и более ранние её работы, но это следствие путаницы с другой итальянской актрисой, Розалиной Нери.

## Историко-костюмные роли
В 1960 году Розальба Нери появилась в двух пеплумах. Первый: Il Sepolcro dei Re, этот фильм рассказывает историю Немората, египетского фараона, сыгравшего важную роль в создании пирамиды Гизы из-за интриг, окружавших его смерть и погребение.
Второй работой стала лента Рауля Уолша Эсфирь и царь (1960), с Джоан Коллинз в роли библейский иудейской царицы. Розальбе досталась роль Кереш, убитой по ошибке, из-за её сходства с царицей. Тёмная, знойная красавица, Розальба была будто создана для воплощения легендарных персонажей. Так, она исполнила роль невесты Рамзеса в фильме Il leone di Tebe (Лев Фив) в 1966 году. Также она сыграла Далилу, библейскую красавицу, погубившую героя Самсона (фильм  I Grandi Condottieri).
Хотя главные ролей в её активе было немного, Розальба Нери стабильно появлялась на экране на протяжении 1960—1970-х годов в второплановых, а порой в эпизодических ролях, таких как девушка в гареме в масштабной драме Эль Сид 1961 года.

## Шпионские фильмы
Розальба Нери исполнила немало ролей в фильмах жанра «евроспай» — европейских шпионских триллерах 1960-х годов, причём её героини не отличались святостью. Её Фадджа из картины 1965 года Il Superseven Chiama Cairo (Superseven Calls on Cairo), один из самых опасных женщин в этом жанре, противостоящих главным героям, похожим на Джеймса Бонд. В том же 1965 году, Розальба появилась в фильме Due Mafiosi contro Goldfinger (Двое мафиози против Голдфингера). В титрах этого фильма она обозначена как Сара Бэй, она сыграла персонажа по имени «Секретарь.»
В 1967 году Нери представа в роли Амалии в картине Пароль: убить агента Гордона. И в том же году она впервые поработала с испанским режиссёром Джессом Франко на съёмках шпионского фильма, сделанного в стиле комиксов, Неустрашимый Лаки, c Рэем Дэнтоном в главной роли.

## Спагетти-вестерны
За свою кинокарьеру Розальба Нери снялась примерно в 19 спагетти-вестернах. В 1965 году она исполнила роль Маргарет в фильме Динамит Джим; в 1967 году сыграла Роситу в фильме Эмиммо Сальви Wanted: Johnny Texas. В том году она также появилась в фильме Johnny Yuma, поставленном Ромоло Гуиррери, а затем в Долгих днях ненависти.

## Эротические фильмы
Розальба Нери была крайне востребована для эротических джалло, хорроров и прочего сексплуатационного кино. Нери снялась в кассовом хите Джесса Франко 99 женщин (1969), одной из первых лент субжанра women in prison, и в картине Top Sensation (The Seducers) (1969), вместе с Эдвиж Фенек. В 1972 году она сыграла жену персонажа Фарли Грейнджер в фильме Alla Ricerca del piacere (Amuck, aka Leather & Whips). Сам Грейнджер играет богатого автора, который нанимает красивую секретаршу (Барбара Буше) и вступает в извращенную сексуальную игру с ней и со своей женой. В этом же году Нери она сыграла главную роль в эротическом фильме ужасов Lucifera Demon Lover.
Барбара Буше и Розальба Нери встретились в ещё в одном фильме, где секс смешивается с ужасом, Casa d’appuntamento (Французские секс-убийства, 1972). По сюжету фильма, вор обвиняется в убийстве проститутки, но неожиданно погибает жуткой смертью (оказывается обезглавлен) в аварии на мотоцикле до суда. Затем один за другим начинают погибать участники судебного процесса, а все задаются вопросом: не вернулся ли мертвец, чтобы отомстить.
Розальба Нери, пожалуй, больше всего известна своими работами в жанре хоррор. Она сыграла Таню Франкенштейн, дочь создателя монстра, в фильме 1971 года Леди Франкенштейн. Таня готова вывести работу своего отца на новый пугающий уровень. Фильм считается классикой B-movie. В следующем году она сыграла Леди Дракулe, вампиршу, кто использующую кольцо Дракулы, чтобы заманивать к себе домой молодых девственниц, где она их убивает и омывается в их крови (по системе средневековой графини Елизаветы Батори). Фильм, режиссёром которого выступил Луиджи Батцелла, часто озаглавливают Брачная ночь Дьявола. Итальянское название Il Plenilunio dell Vergini (полнолуние девственниц).

## Завершение карьеры
Нери появилась ещё в нескольких фильмах, таких как: Выхода нет (1973), Любящие кузены (1974), Река крови (1974) и Il pomicione (1976), ставшем её последней заметной работой. В 1985 году она все-таки появляется в итальянском мини-сериале Ольга и её дети.

## Избранная фильмография
- В Риме была ночь (1960)
- Эсфирь и царь (1960)
- Геркулес против Молоха (1963)
- Геркулес и пираты (1964)
- Лев Египта (1964)
- Труп для сеньоры (1964)
- Трое неукротимых (1964)
- Я убиваю, ты убиваешь (1965)
- Супер Семь вызывает Каир (1965)
- Два мафиози против Голдфингера (1965)
- Шпион с десятью лицами (1966)
- Пароль: Убить агента Гордона (1966)
- Джонни Юма (1966)
- Аризона Кольт (1966)
- Неустрашимый Лаки (1967)
- Долгие дни ненависти (1968)
- Долгая дорога в Ад (1968)
- Никаких роз для агента OSS 117 (1968)
- 99 женщин (1969)
- Сенсация (1969)
- Жюстина, или Несчастья добродетели (1969)
- Замок Фу Манчу (1969)
- The Reward's Yours... The Man's Mine (1969)
- Аризона Кольт возвращается (1970)
- Зверь с холодной кровью (1971)
- Судный день (1971)
- Дочь Франкенштейна (1971)
- Возлюбленная Дьявола (1972)
- В поисках удовольствия (1972)
- Улыбнись перед смертью (1972)
- Французские секс-убийства (1972)
- Отважный Ансельмо и его оруженосец (1972)
- Брачная ночь Дьявола (1973)
- Трюкач Дики (1973)
- Арена (1974)
- Либера, любовь моя (1975)